# Višeň plstnatá
Višeň plstnatá (Prunus tomentosa) je druh rozsáhlého rodu Prunus původem ze severní a západní Číny (včetně Tibetu) a ruského Sachalinu. Ačkoli se v různých jazycích nazývá „třešeň“ či "višeň" a povrchně se jim i podobá svými plody, je blíže příbuzná se švestkami než pravými třešněmi; v rámci systematiky rodu se řadí do podrodu Prunus a sekce Microcerasus.

## Popis
Je to opadavý keř nepravidelného tvaru, vysoký 0,3–3 m (zřídka 4 m) a široký poněkud více. Letorosty jsou plstnaté, kůra starších větví je lysá, lesklá a měděně tmavohnědá až hnědočerná. Listy jsou střídavé, 2–7 cm dlouhé a 1–3,5 cm široké, oválné až opakvejčité, zašpičatělé s nepravidelně pilovitými okraji, drsné, tmavě zelené, nahoře pýřité a dole plstnaté, se žláznatými řapíky. Květy jsou bílé nebo růžové v šarlatovém kalichu, otevírají se na jaře před listy nebo spolu s nimi. Jsou přisedlé, jednotlivé nebo po několika, na šarlatových stopkách a mají 1,5–2,0 cm v průměru. Plodem je sladká, mírně natrpklá peckovice 5–12 mm (zřídka do 25 mm) v průměru, šarlatové barvy, dozrávající počátkem léta, s velkým semenem.

## Ekologie a rozšíření
Ve svém areálu roste na polostinných či otevřených stanovištích na horských svazích, v lesních pláštích a křovinách. Preferuje vlhčí a kyselejší půdy. Dobře snáší silně kontinentální klima s velkými výkyvy teplot mezi mrazivou zimou a horkým suchým létem, nevhodná je naopak pro pěstování v oblastech s podnebím teplým a vlhkým. Krom svého přirozeného areálu keř zdomácněl i v některých oblastech svého pěstování, jmenovitě v USA, Kanadě, na Sibiři, ve východní Evropě, v Kazachstánu nebo v Koreji. V České republice byly nalezeny ojedinělé zplanělé exempláře.

## Použití

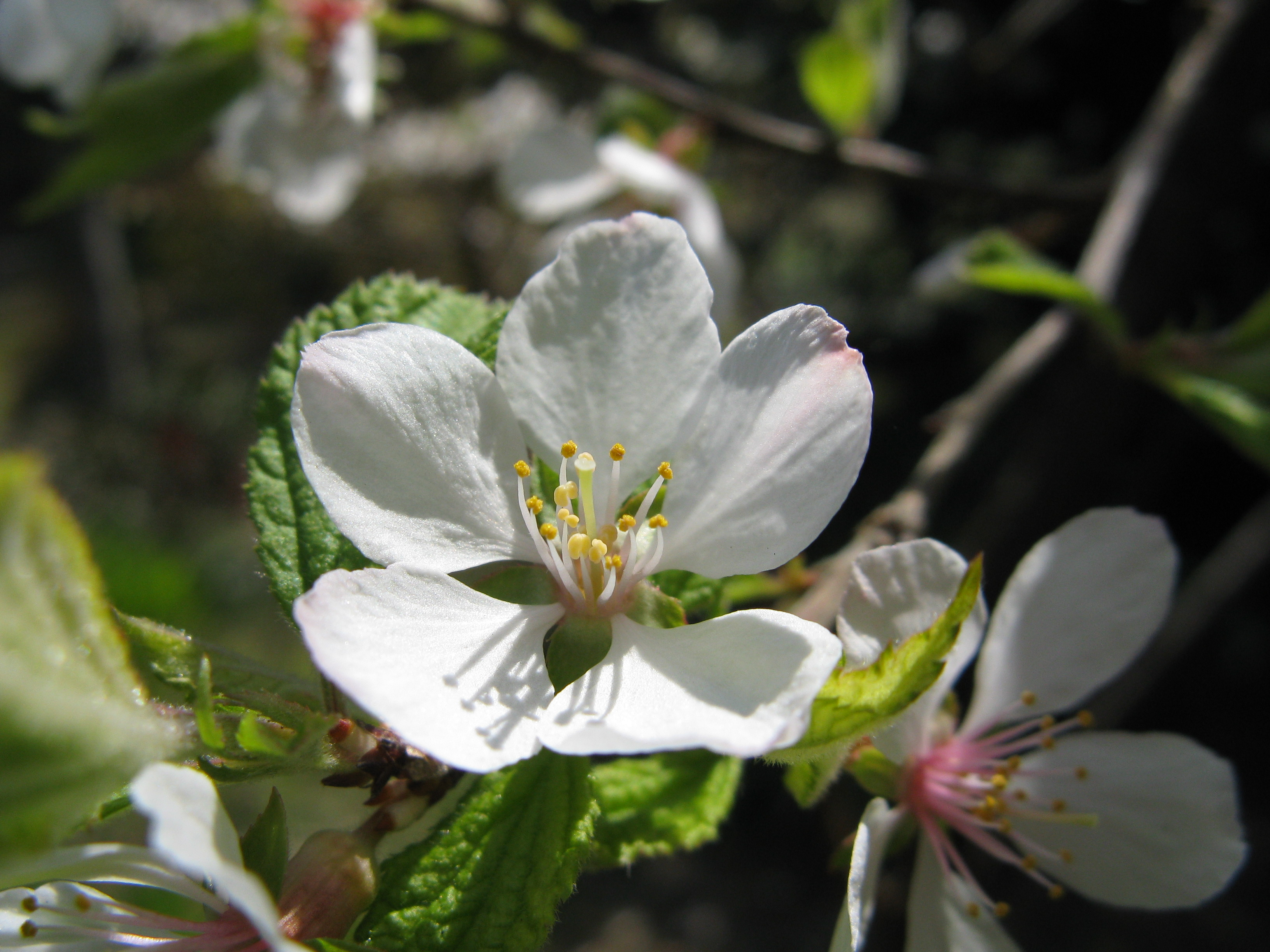
Prunus tomentosa (višeň plstnatá)

Rostlina je již dlouho široce pěstována ve východní Asii pro své květy a plody. Do Evropy byla introdukována na Britských ostrovech v roce 1870, do Spojených států v Arnoldově arboretu v roce 1882.
Pěstuje se pro řadu účelů. Ovoce je jedlé, je složkou džusu, džemu a vína, může být přísadou v nakládané zelenině a houbách. Pěstuje se také jako okrasná rostlina, ceněná pro své bohaté květy a plody, a je též upravována jako bonsaj. Používá se jako podnož pro ostatní třešně, aby bylo dosaženo zakrslého vzrůstu. V Mandžusku a na středozápadě USA je keř vysazován do živých plotů a jako větrolam. Nevýhodou je náchylnost k houbovým a virovým chorobám (například hnědé hnilobě); často bývá napadána mšicemi.
Pěstuje se pouze několik kultivarů; mezi ně patří 'Graebneriana' (Německo), 'Insularis' (Japonsko a Korea), 'Leucocarpa' (Mandžusko; bílé ovoce) a 'Spaethiana' (Evropa).

## Galerie

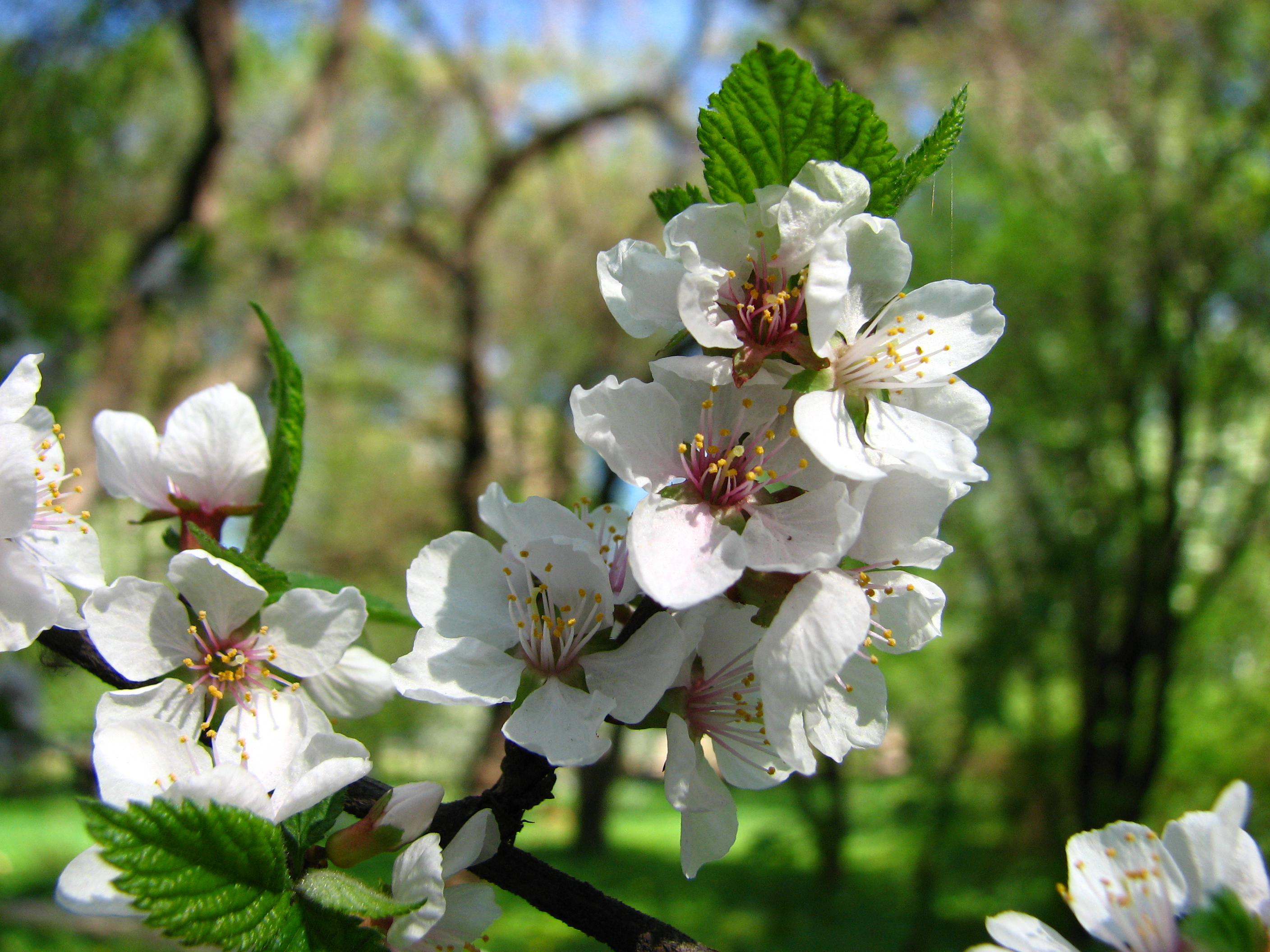
Květy
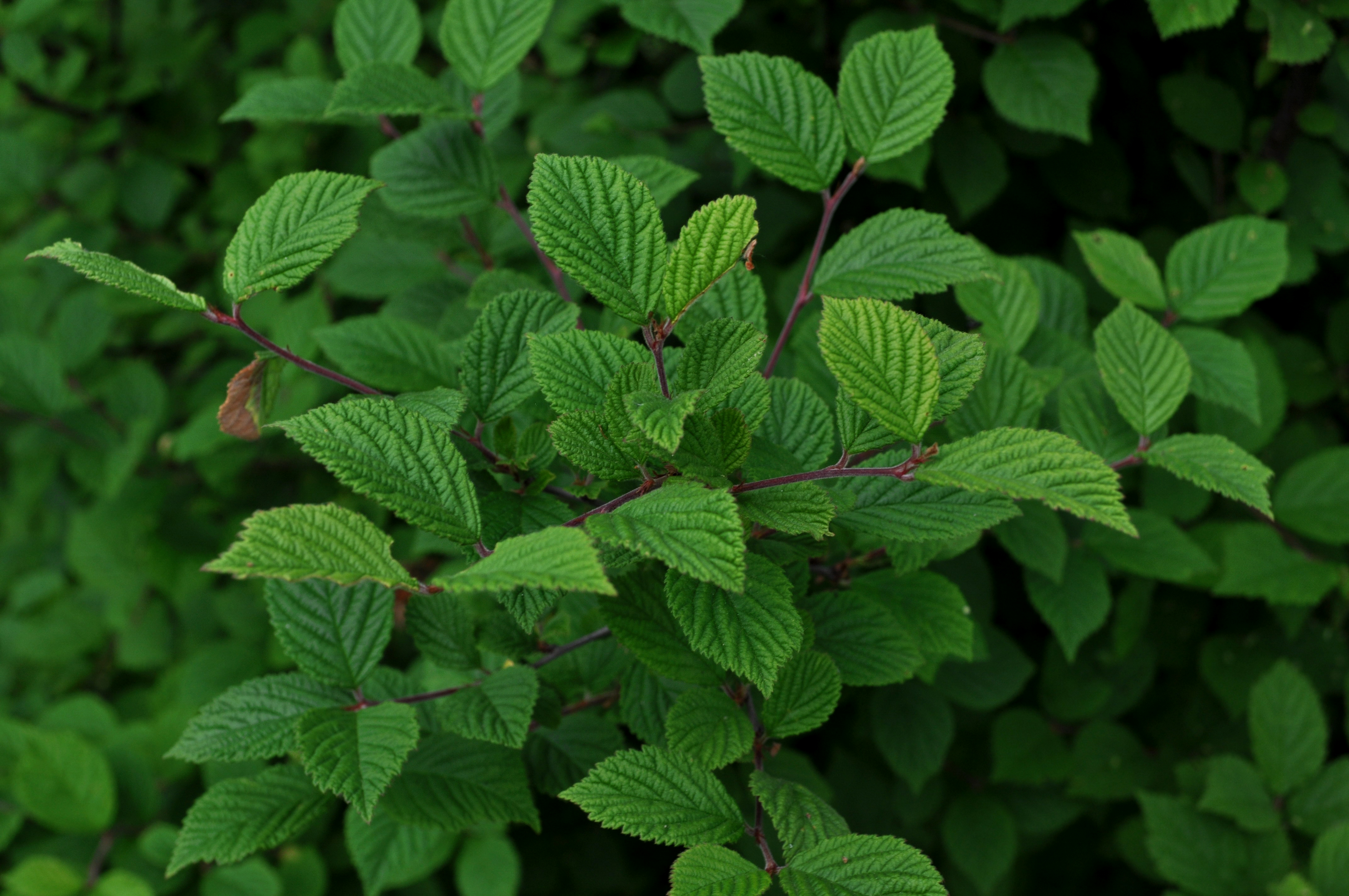
Listy
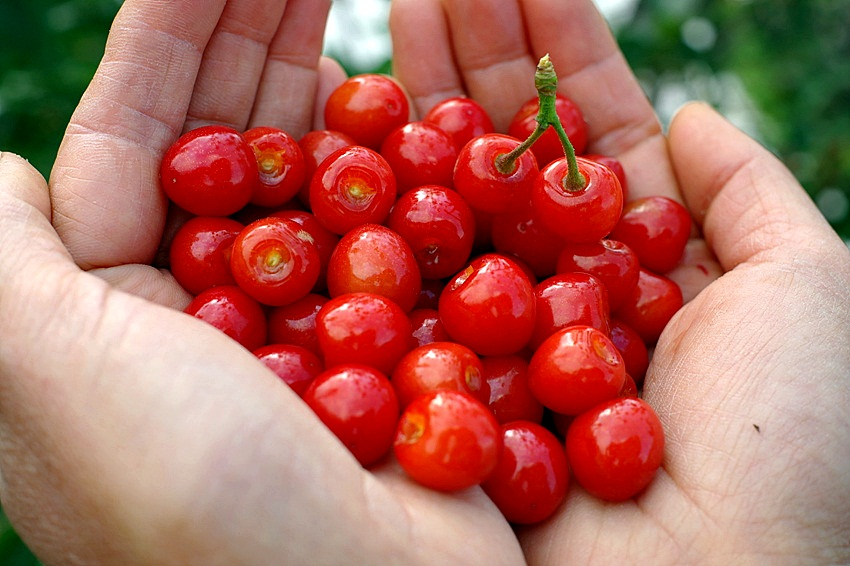
Plody
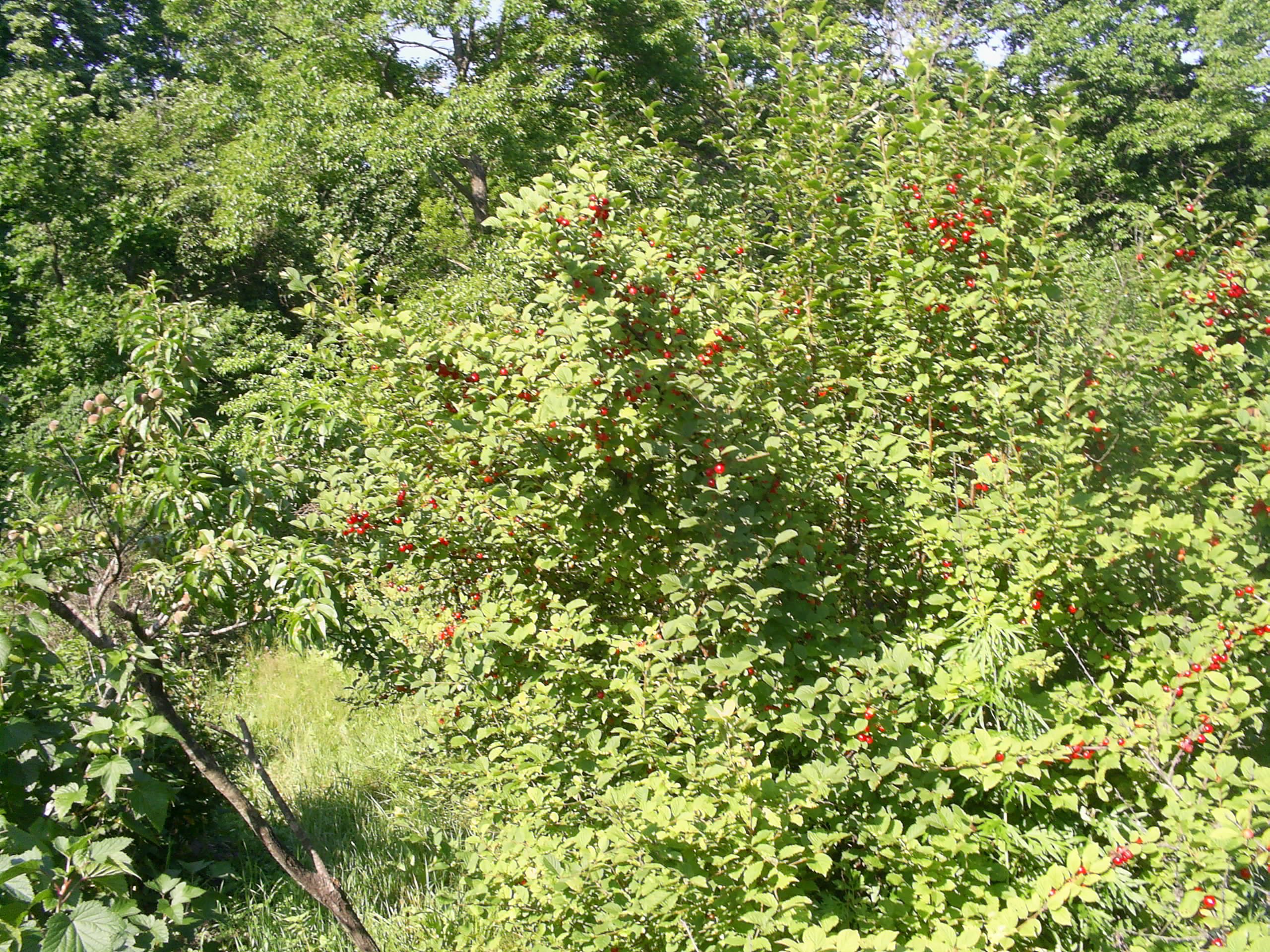
Habitus v přírodě
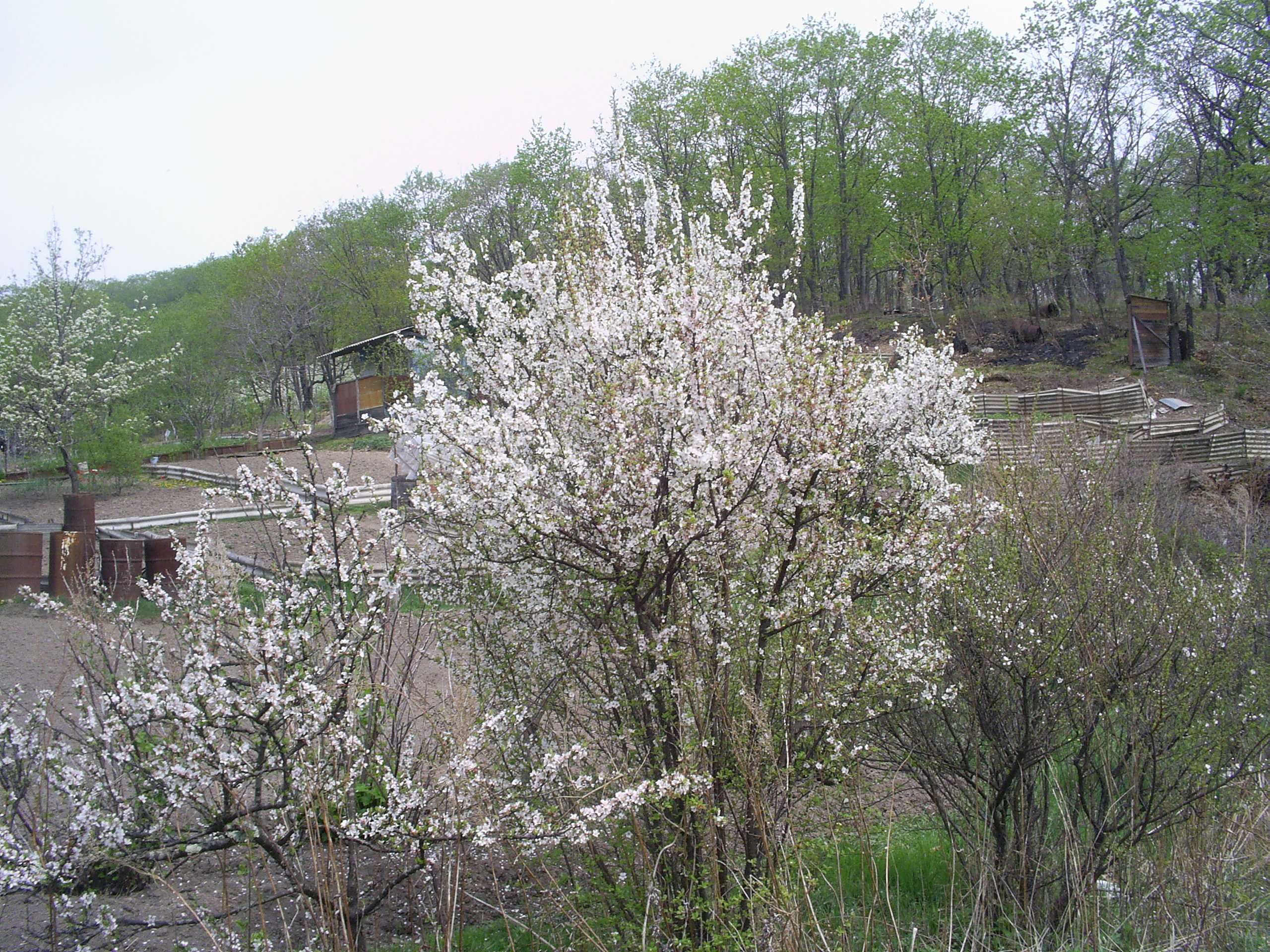
Vzhled na jaře